# 多摩川いかだレース
狛江古代カップ多摩川いかだレース（こまえこだいカップたまがわいかだレース）は、東京都狛江市で毎年夏に開催されているイベント。多摩川の、多摩川五本松から多摩川緑地公園グラウンドまでの約1,300メートルを手作りのいかだで下るのにかかる時間を競う。
主催および運営は、狛江市役所市民生活部地域活性課。主会場は多摩川緑地公園グラウンド。
1990年に狛江市制施行20周年記念行事として開催された。優勝チームには、狛江で初めて出土した和泉式土器をモチーフにした陶器製の「狛江古代カップ」が贈呈される。

## 結果
総合優勝したチームの一覧。
| 大会 | 大会       | チーム                       | タイム   | 備考 |
| 年   | 開催回     | チーム                       | タイム   | 備考 |
| ---- | ---------- | ---------------------------- | -------- | ---- |
| 2013 | 第23回大会 | チーム・ラフティ             | 11分03秒 |      |
| 2014 | 第24回大会 | ハートフルおやじファミリー号 | 10分06秒 |      |
| 2015 | 第25回大会 | ハートフルおやじファミリー号 | 07分35秒 | CR   |
| 2016 | 第26回大会 | ハートフルおやじファミリー号 | 10分08秒 |      |
| 2017 | 第27回大会 | ハートフルおやじファミリー号 | 11分42秒 |      |
| 2018 | 第28回大会 | ハートフルおやじファミリー号 | 11分00秒 |      |
| 2019 | 第29回大会 | ハートフルおやじファミリー号 | 08分17秒 |      |
| 2022 | 第30回大会 | ハートフルおやじファミリー号 | 10分01秒 |      |
| 2023 | 第31回大会 | ハートフルおやじファミリー号 | 10分21秒 |      |
| 2024 | 第32回大会 | ハートフルおやじファミリー号 | 09分28秒 |      |